# Slots- og Kulturstyrelsen

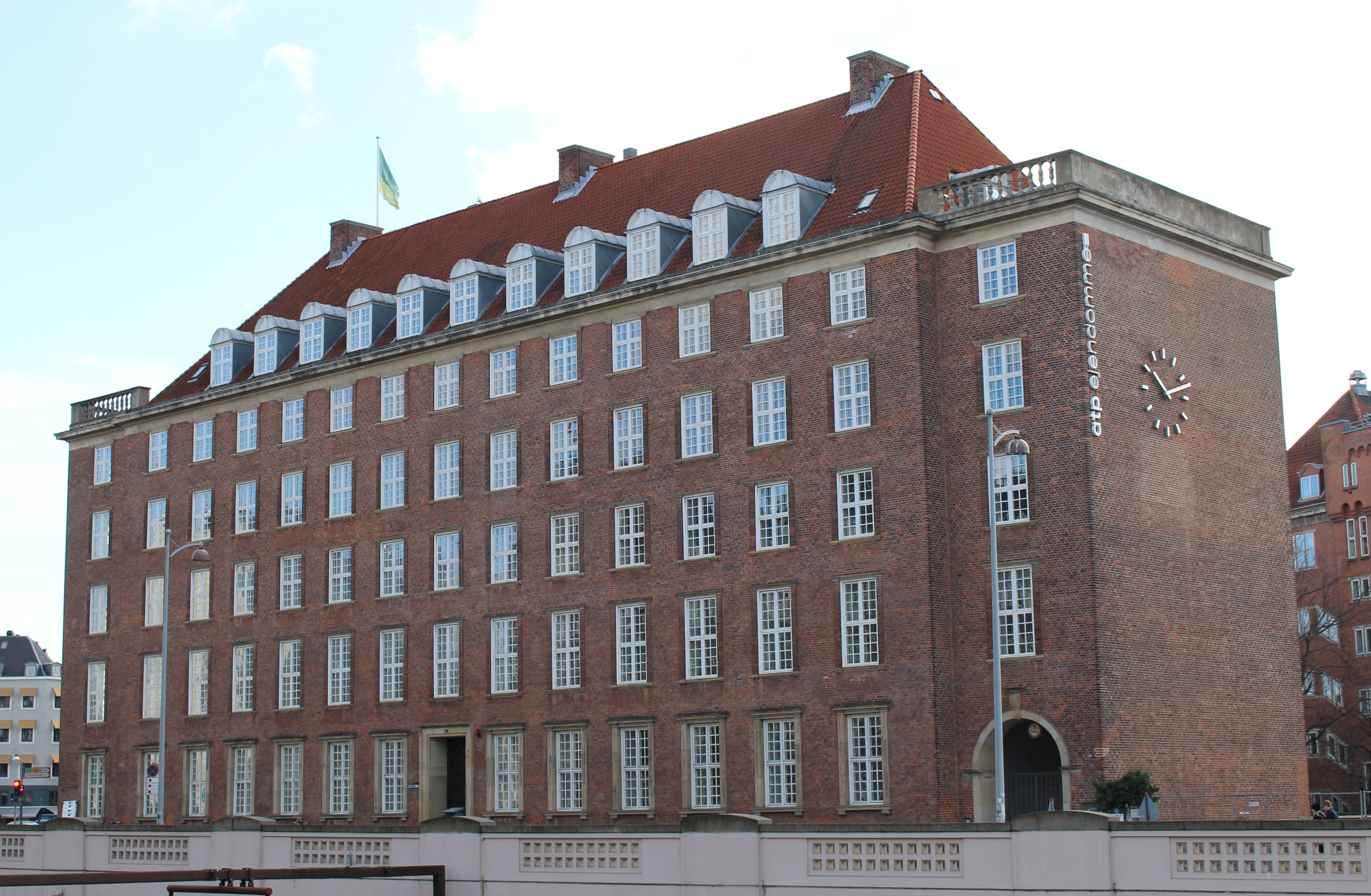
Der Sitz der dänischen Slots- og Kulturstyrelsen in der Hammerichsgade in Kopenhagen

Slots- og Kulturstyrelsen (deutsch Schlösser- und Kulturbehörde) ist eine Behörde des dänischen Kulturministeriums, die am 1. Januar 2016 durch die Fusion der Kulturbehörde Kulturstyrelsen mit der Styrelsen for Slotte & Kulturejendomme (Behörde für Schlösser und Kulturgüter) entstanden ist. Sie ist verantwortlich für den Schutz, Betrieb und die Wartung der Schlösser, Gärten und Kulturgüter des Landes und berät das Ministerium für Kultur in der Konzeption und Umsetzung der kulturellen Ziele der Regierung. Darüber hinaus vergibt sie Mittel an kulturelle Einrichtungen und Institutionen.